# حجت أباد كاسة رود (فورغ)
حجت أباد كاسة رود (بالفارسية: حجت‌آباد کاسه‌رود) هي قرية تقع في إيران في ناحية فورغ. يقدر عدد سكانها بـ 38 نسمة .